# Condado de Kenosha
O Condado de Kenosha é um dos 72 condados do Estado americano do Wisconsin. A sede do condado é Kenosha, e sua maior cidade é Kenosha. O condado possui uma área de 1 954 km² (dos quais 1 247 km² estão cobertos por água), uma população de 149 577 habitantes, e uma densidade populacional de 212 hab/km² (segundo o censo nacional de 2000). O condado foi fundado em 1850.